# Bugula
Bugula is een geslacht van mosdiertjes uit de klasse van de Bryozoa (Mosdiertjes). Het is een soortenrijk geslacht met meer dan 70 gekende soorten en komt in alle wereldzeeën voor, vaak in ondiep en vervuild water zoals havens. Uit Bugula neritina en daaraan nauw verwante soorten zijn medisch actieve stoffen geïsoleerd, macrocyclische lactonen die bryostatines worden genoemd.

## Soorten
- Bugula alba Vieira, Winston & Fehlauer-Ale, 2012
- Bugula apsteini Hasenbank, 1932
- Bugula aspinosa Liu, 1984
- Bugula biota Vieira, Winston & Fehlauer-Ale, 2012
- Bugula bowiei Vieira, Winston & Fehlauer-Ale, 2012
- Bugula capensis Waters, 1887
- Bugula ceylonensis Winston & Woollacott, 2008
- Bugula crosslandi Hastings, 1939
- Bugula decipiens Hayward, 1981
- Bugula expansa Hastings, 1939
- Bugula fastigiata Kluge, 1929
- Bugula foliolata Vieira, Winston & Fehlauer-Ale, 2012
- Bugula fulva Ryland, 1960
- Bugula gautieri Ryland, 1962
- Bugula gnoma Vieira, Winston & Fehlauer-Ale, 2012
- Bugula guara Vieira, Winston & Fehlauer-Ale, 2012
- Bugula hessei Hasenbank, 1932
- Bugula hummelincki Fransen, 1986
- Bugula ingens Vieira, Winston & Fehlauer-Ale, 2012
- Bugula intermedia Liu, 1984
- Bugula longissima Busk, 1884
- Bugula lophodendron Ortmann, 1890
- Bugula migottoi Vieira, Winston & Fehlauer-Ale, 2012
- Bugula miniatella Winston & Woollacott, 2008
- Bugula minima Waters, 1909
- Bugula neritina (Linnaeus, 1758)
- Bugula neritinoides Hastings, 1939
- Bugula orientalis Liu, 1984
- Bugula paternostrae Winston & Woollacott, 2008
- Bugula philippsae Harmer, 1926
- Bugula prismatica (Gray, 1843)
- Bugula protensa Hayward, 1981
- Bugula providensis Winston & Woollacott, 2008
- Bugula robusta MacGillivray, 1869
- Bugula robustoides Winston & Woollacott, 2008
- Bugula rochae Vieira, Winston & Fehlauer-Ale, 2012
- Bugula scaphoides Kirkpatrick, 1890
- Bugula scaphula Tilbrook, Hayward & Gordon, 2001
- Bugula simpliciformis Osburn, 1932
- Bugula solorensis Winston & Woollacott, 2008
- Bugula subglobosa Harmer, 1926
- Bugula tschukotkensis Kluge, 1952
- Bugula umbelliformis Yanagi & Okada, 1918
- Bugula vectifera Harmer, 1926